# Coupe de la Ligue de hockey sur glace 2013-2014
Navigation
Coupe de la Ligue 2013 Coupe de la Ligue 2015
La Coupe de la Ligue de hockey sur glace 2013-2014 est la huitième édition de cette compétition française. La finale de la Coupe a lieu le 2 janvier 2014 dans la Patinoire de Méribel.

## Déroulement
La Coupe de la Ligue débute le 26 août 2013. Elle compte seize équipes, quatorze de Ligue Magnus, une de Division 1, les Scorpions de Mulhouse ainsi que l'Équipe de France U20. La première phase de la compétition comprend 4 poules de quatre équipes. Ces équipes se rencontrent entre elles en match aller-retour. À l'issue de cette phase, les deux premiers de chaque poule se qualifient pour les quarts de finale. Les matchs en élimination directe se déroulent en matchs aller-retour hormis la finale qui se joue sur un match unique

## Première phase

### Groupe A
| Clt   | Équipe            | PJ | V | VP | D | DP | BP | BC | Pts |
| ----- | ----------------- | -- | - | -- | - | -- | -- | -- | --- |
| +001, | Ducs d'Angers     | 6  | 5 | 1  | 0 | 0  | 25 | 7  | 12  |
| +002, | Dragons de Rouen  | 6  | 3 | 1  | 1 | 1  | 24 | 18 | 9   |
| +003, | Albatros de Brest | 6  | 2 | 0  | 3 | 1  | 22 | 25 | 5   |
| +004, | Drakkars de Caen  | 6  | 0 | 0  | 6 | 0  | 5  | 26 | 0   |

| 10 septembre 2013 | Brest | 3-0 (0-0, 3-0, 0-0) | Caen | Rinkla Stadium 552 spectateurs |

| Feuille de match | Feuille de match | Feuille de match | Feuille de match | Feuille de match                                 |
| ---------------- | --- | ---------------- | ---------------- | ------------------------------------------------ |
|                  | N. Pard (D. Croteau) — 22 min 3 s N. Pard (D. Croteau, E. Pain) (SN) — 23 min 48 s G. Cannizzo (T. Evans, G. Avenel) — 32 min 35 s | 1-0 2-0 3-0      | -                | Arbitrage : J. Rauline M. Durand et C. Goncalves |
| M. Dupont        | Gardiens | L. Normandon     |                  | Arbitrage : J. Rauline M. Durand et C. Goncalves |
| 35 min           | Pénalités | 37 min           |                  | Arbitrage : J. Rauline M. Durand et C. Goncalves |
|                  | |                  |                  | Arbitrage : J. Rauline M. Durand et C. Goncalves |

| 10 septembre 2013 | Rouen | 4-7 (2-2, 1-2, 1-3) | Angers | Île Lacroix 2 200 spectateurs |

| Feuille de match | Feuille de match | Feuille de match                            | Feuille de match | Feuille de match                           |
| ---------------- | --- | ------------------------------------------- | --- | ------------------------------------------ |
|                  | - Y. Riendeau (M. Gureň) — 8 min 6 s F-P. Guénette (A. Rech, J. Desrosiers — 10 min 48 s - A. Rech (J. Vas) (SN) — 32 min 56 s L. Lampérier (J. Janil) — 42 min 7 s - | 0-1 1-1 2-1 2-2 2-3 2-4 3-4 4-4 4-5 4-6 4-7 | 28 s — J. Bellemare (G. Lévèque) - 12 min 5 s — J. Skinnars (R. Gaborit) 22 min 41 s — B. Henderson (A. Manavian, J. Albert) 30 min 9 s — A. Manavian (B. Walls, J. Skinnars) (SN) - 43 min 20 s — J. Bellemare (G. Lévèque) 54 min 46 s — T. Crowder (É. Fortier, J. Bellemare) 56 min 41 s — É. Fortier (T. Crowder, J. Bellemare) | Arbitrage : N. Barbez M. Loos et P. Dehaen |
| G. Girard        | Gardiens | F. Hardy                                    | | Arbitrage : N. Barbez M. Loos et P. Dehaen |
| 16 min           | Pénalités | 10 min                                      | | Arbitrage : N. Barbez M. Loos et P. Dehaen |
|                  | |                                             | | Arbitrage : N. Barbez M. Loos et P. Dehaen |

| 17 septembre 2013 | Caen | 0-3 (0-2, 0-1, 0-0) | Rouen | Patinoire de Caen la mer 390 spectateurs |

| Feuille de match | Feuille de match | Feuille de match | Feuille de match | Feuille de match                                |
| ---------------- | ---------------- | ---------------- | --- | ----------------------------------------------- |
|                  | -                | 0-1 0-2 0-3      | J. Štefanka (L. Lahesalu, R. Gutierrez) — 10 min 16 s J. Desrosiers (Y. Riendeau, F. Guénette) — 12 min 6 s L. Benoît (R. Faure, A. Goncalves) — 34 min 46 s | Arbitrage : A. Bourreau T. Caillot et J. Metais |
| Q. Kello         | Gardiens         | G. Girard        | | Arbitrage : A. Bourreau T. Caillot et J. Metais |
| 4 min            | Pénalités        | 6 min            | | Arbitrage : A. Bourreau T. Caillot et J. Metais |
|                  |                  |                  | | Arbitrage : A. Bourreau T. Caillot et J. Metais |

| 17 septembre 2013 | Angers | 4-1 (1-1, 2-0, 1-0) | Brest | Patinoire du Haras |

| Feuille de match | Feuille de match | Feuille de match    | Feuille de match                   | Feuille de match                             |
| ---------------- | --- | ------------------- | ---------------------------------- | -------------------------------------------- |
|                  | - É. Fortier (J. Bellemare, M. Isherwood) — 19 min 15 s É. Fortier (T. Crowder, J. Bellemare) — 32 min 36 s J. Skinnars (F. Borjesson, B. Henderson — 34 min 36 s J. Albert (M. Busto) — 59 min 3 s | 0-1 1-1 2-1 3-1 4-1 | 13 min 9 s — G. Avenel (M. Dian) - | Arbitrage : L. Garbay P. Dehaen et C. Girard |
| F. Hardy         | Gardiens | M. Dupont           |                                    | Arbitrage : L. Garbay P. Dehaen et C. Girard |
| 8 min            | Pénalités | 8 min               |                                    | Arbitrage : L. Garbay P. Dehaen et C. Girard |
|                  | |                     |                                    | Arbitrage : L. Garbay P. Dehaen et C. Girard |

| 24 septembre 2013 | Caen | 0-4 | Angers | Patinoire de Caen la mer |

| 24 septembre 2013 | Rouen | 6-3 | Brest | Île Lacroix |

| 1 octobre 2013 | Brest | 2-4 | Angers | Rinkla Stadium |

| 1 octobre 2013 | Rouen | 4-1 | Caen | Île Lacroix |

| 8 octobre 2013 | Caen | 4-7 | Brest | Patinoire de Caen la mer |

| 8 octobre 2013 | Angers | 1-0 | Rouen | Patinoire du Haras |

| 15 octobre 2013 | Brest | 6-7 | Rouen | Rinkla Stadium |

| 15 octobre 2013 | Angers | 5-0 | Caen | Patinoire du Haras |

### Groupe B
| Clt   | Équipe                     | PJ | V | VP | D | DP | BP | BC | Pts |
| ----- | -------------------------- | -- | - | -- | - | -- | -- | -- | --- |
| +001, | Dauphins d'Épinal          | 6  | 5 | 0  | 1 | 0  | 33 | 18 | 10  |
| +002, | Étoile noire de Strasbourg | 6  | 4 | 0  | 2 | 0  | 30 | 27 | 8   |
| +003, | Gothiques d'Amiens         | 6  | 3 | 0  | 3 | 0  | 25 | 19 | 6   |
| +004, | Scorpions de Mulhouse      | 6  | 0 | 0  | 6 | 0  | 11 | 35 | 0   |

| 10 septembre 2013 | Mulhouse | 3-6 (1-3, 0-0, 2-3) | Strasbourg | Patinoire de l'Illberg 867 spectateurs |

| Feuille de match | Feuille de match | Feuille de match                    | Feuille de match | Feuille de match                                |
| ---------------- | --- | ----------------------------------- | --- | ----------------------------------------------- |
|                  | - M. Joly (M. Marchand, M. Chevalier) — 10 min 35 s - P. Mrna (M. Klejna) — 47 min 7 s M. Joly (D. Vydrov, O. Martinka) (IN) — 58 min 12 s | 0-1 1-1 1-2 1-3 1-4 1-5 1-6 2-6 3-6 | 7 min 24 s — J. Suchánek (E. Dufournet) (SN) - 11 min 18 s — J. Correia (M. Lyall, H. Cruchandeau) 17 min 8 s — J. Pardavý (S. Trudeau, M. Česnek) 41 min — J. Pardavý (E. Dufournet) 43 min 23 s — M. Lyall (J. Cibuľa, D. Stříž) (DSN) 44 min 43 s — D. Bourguignon (J. Baemlin, M. Česnek) - | Arbitrage : S. Fabre D. Courgeon et S. Geoffroy |
| M. Müller        | Gardiens | G. Beck                             | | Arbitrage : S. Fabre D. Courgeon et S. Geoffroy |
| 16 min           | Pénalités | 12 min                              | | Arbitrage : S. Fabre D. Courgeon et S. Geoffroy |
|                  | |                                     | | Arbitrage : S. Fabre D. Courgeon et S. Geoffroy |

| Feuille de match | Feuille de match | Feuille de match                    | Feuille de match | Feuille de match                             |
| ---------------- | --- | ----------------------------------- | --- | -------------------------------------------- |
|                  | R. Carpentier (V. Claireaux) (SN) — 2 min 48 s - D. Bastien (K. Dusseau) — 14 min 32 s - M. Gascon (J. Santala) — 28 min 15 s M. Arnaud (V. Claireaux, J. Santala) — 39 min 38 s D. Bouchard (M. Gascon, A. Baazzi) — 46 min 10 s | 1-0 1-1 1-2 2-2 2-3 2-4 3-4 4-4 5-4 | - 9 min 36 s — D. Perna (S. Cacciotti, B. Breault) 9 min 56 s — A. Kuralt (J. Plch) - 19 min 59 s — M. Petrák (P. Slovak) 23 min 36 s — D. Perna (B. Breault) - | Arbitrage : D. Bliek S. Torribio et J. Kahli |
| R. Sopko         | Gardiens | A. Hočevar                          | | Arbitrage : D. Bliek S. Torribio et J. Kahli |
| 6 min            | Pénalités | 10 min                              | | Arbitrage : D. Bliek S. Torribio et J. Kahli |
|                  | |                                     | | Arbitrage : D. Bliek S. Torribio et J. Kahli |

| 17 septembre 2013 | Amiens | 3-4 (3-2, 0-1, 0-1) | Strasbourg | Coliséum 2 332 spectateurs |

| Feuille de match | Feuille de match | Feuille de match            | Feuille de match | Feuille de match                                 |
| ---------------- | --- | --------------------------- | --- | ------------------------------------------------ |
|                  | D. Bastien (R. Carpentier, J. Olson) — 1 min 41 s K. Dusseau (F. Ouimet) — 4 min 10 s - F. Ouimet (J. Santala, D. Bouchard) — 18 min 34 s - | 1-0 2-0 2-1 2-2 3-2 3-3 3-4 | - 5 min 45 s — J. Correia (Y. Turcotte) 15 min 55 s — S. Trudeau (E. Dufournet, J. Pardavý) - 20 min 33 s — M. Česnek (J. Pardavý, E. Dufournet) 53 min 7 s — Y. Turcotte (J. Correia, J. Cibul'a) | Arbitrage : J. Rauline Y. Furet et J. Yssembourg |
| L. Bertein       | Gardiens | G. Beck                     | | Arbitrage : J. Rauline Y. Furet et J. Yssembourg |
| 20 min           | Pénalités | 42 min                      | | Arbitrage : J. Rauline Y. Furet et J. Yssembourg |
|                  | |                             | | Arbitrage : J. Rauline Y. Furet et J. Yssembourg |

| 17 septembre 2013 | Épinal | 5-1 (2-0, 2-0, 1-1) | Mulhouse | Patinoire de Poissompré 650 spectateurs |

| Feuille de match                                  | Feuille de match | Feuille de match                                | Feuille de match                                 | Feuille de match                                  |
| ------------------------------------------------- | --- | ----------------------------------------------- | ------------------------------------------------ | ------------------------------------------------- |
|                                                   | M. Petrák (J. Plch, M. Ouimet) (SN) — 11 min 22 s A. Kuralt (M. Petrak) — 18 min A. Kuralt (M. Ouimet, A. Hočevar) — 29 min 10 s B. Breault — 30 min 47 s F. Leroy (M. Petrák, J. Plch) (SN) — 54 min 4 s - | 1-0 2-0 3-0 4-0 5-0 5-1                         | - 58 min 20 s — M. Marchand (R. Papa, M. Papaux) | Arbitrage : B. Gremion S. Geoffroy et D. Courgeon |
| A. Hočevar (48 min 7 s) N. Mauffrey (11 min 53 s) | Gardiens | G. Richard (33 min 52 s) M. Müller (26 min 8 s) |                                                  | Arbitrage : B. Gremion S. Geoffroy et D. Courgeon |
| 8 min                                             | Pénalités | 14 min                                          |                                                  | Arbitrage : B. Gremion S. Geoffroy et D. Courgeon |
|                                                   | |                                                 |                                                  | Arbitrage : B. Gremion S. Geoffroy et D. Courgeon |

| 24 septembre 2013 | Mulhouse | 2-3 | Amiens | Patinoire de l'Illberg |

| 24 septembre 2013 | Strasbourg | 5-8 | Épinal | Patinoire Iceberg |

| 1 octobre 2013 | Strasbourg | 7-1 | Mulhouse | Patinoire Iceberg |

| 6 octobre 2013 | Épinal | 3-1 | Amiens | Patinoire de Poissompré |

| 8 octobre 2013 | Amiens | 9-1 | Mulhouse | Coliséum |

| 8 octobre 2013 | Épinal | 8-3 | Strasbourg | Patinoire de Poissompré |

| 15 octobre 2013 | Mulhouse | 3-5 | Épinal | Patinoire de l'Illberg |

| 15 octobre 2013 | Strasbourg | 5-4 | Amiens | Patinoire Iceberg |

### Groupe C
| Clt   | Équipe                        | PJ | V | VP | D | DP | BP | BC | Pts |
| ----- | ----------------------------- | -- | - | -- | - | -- | -- | -- | --- |
| +001, | Brûleurs de Loups de Grenoble | 6  | 4 | 1  | 0 | 1  | 38 | 17 | 11  |
| +002, | Diables rouges de Briançon    | 6  | 4 | 0  | 2 | 0  | 23 | 22 | 8   |
| +003, | Rapaces de Gap                | 6  | 2 | 0  | 3 | 1  | 20 | 26 | 5   |
| +004, | Ours de Villard-de-Lans       | 6  | 0 | 1  | 5 | 0  | 16 | 32 | 2   |

| 10 septembre 2013 | Grenoble | 3-1 (2-0, 1-1, 0-0) | Gap | Patinoire Pôle Sud 2 500 spectateurs |

| Feuille de match | Feuille de match | Feuille de match | Feuille de match                                      | Feuille de match                 |
| ---------------- | --- | ---------------- | ----------------------------------------------------- | -------------------------------- |
|                  | M. Šivic (P-L. Lessard, T. Lafrance) (DSN) — 1 min 22 s S. Gervais (C. Tartari, M. Le Blond) (SN) — 3 min 40 s - B. Amar (M. Le Blond, C. Tartari) (SN) — 36 min 59 s | 1-0 2-0 2-1 3-1  | - 21 min 50 s — M. Perez (N. Arrossamena, M. Tekel) - | Arbitrage : G. Barcelo G. Margry |
| S. Raibon        | Gardiens | T. Boron         |                                                       | Arbitrage : G. Barcelo G. Margry |
| 12 min           | Pénalités | 12 min           |                                                       | Arbitrage : G. Barcelo G. Margry |
|                  | |                  |                                                       | Arbitrage : G. Barcelo G. Margry |

| 11 septembre 2013 | Briançon | 4-2 (0-0, 2-1, 2-1) | Villard-de-Lans | Patinoire René-Froger 783 spectateurs |

| Feuille de match | Feuille de match | Feuille de match        | Feuille de match                                                                        | Feuille de match                               |
| ---------------- | --- | ----------------------- | --------------------------------------------------------------------------------------- | ---------------------------------------------- |
|                  | J. Ankerst (D. Raux) — 26 min 24 s - L. Tarantino (C. Di Dio Balsamo, S. Rohat) — 27 min 24 s D. Raux (J. Ankerst, P-A. Devin) — 46 min 56 s D. Kearney (S. Bisaillon, D. Labrecque) (SN) — 52 min 36 s - | 1-0 1-1 2-1 3-1 4-1 4-2 | - 26 min 53 s — S. Crt (N. Abramov) - 56 min 39 s — D. Näslund (R. Drogue,A. Lindström) | Arbitrage : B. Colleoni M. Barbez et G. Gielly |
| R. Quemener      | Gardiens | J. Lerg                 |                                                                                         | Arbitrage : B. Colleoni M. Barbez et G. Gielly |
| 20 min           | Pénalités | 12 min                  |                                                                                         | Arbitrage : B. Colleoni M. Barbez et G. Gielly |
|                  | |                         |                                                                                         | Arbitrage : B. Colleoni M. Barbez et G. Gielly |

| 17 septembre 2013 | Villard-de-Lans | 1-4 (0-2, 1-1, 0-1) | Briançon | Patinoire André Ravix 120 spectateurs |

| Feuille de match | Feuille de match                                        | Feuille de match    | Feuille de match | Feuille de match                                 |
| ---------------- | ------------------------------------------------------- | ------------------- | --- | ------------------------------------------------ |
|                  | - K. Martin (B. Sangiorgio, K. Richard) — 24 min 44 s - | 0-1 0-2 1-2 1-3 1-4 | 5 min 26 s — M. Bernier (D. Labrecque, D. Kearney) 15 min 53 s — M. Bernier (D. Kearney, D. Labrecque) (SN) - 33 min 18 s — S. Bisaillon (J. Ankerst, R. Crowley) 58 min 56 s — M. Bernier (D. Kearney, D. Labrecque)(SN) | Arbitrage : G. Barcelo G. Florentin et G. Margry |
| J. Lerg          | Gardiens                                                | R. Quemener         | | Arbitrage : G. Barcelo G. Florentin et G. Margry |
| 10 min           | Pénalités                                               | 10 min              | | Arbitrage : G. Barcelo G. Florentin et G. Margry |
|                  |                                                         |                     | | Arbitrage : G. Barcelo G. Florentin et G. Margry |

| 17 septembre 2013 | Gap | 5-6 (pr) (1-0, 3-5, 1-0, 0-1) | Grenoble | Alp’Arena 996 spectateurs |

| Feuille de match | Feuille de match | Feuille de match                            | Feuille de match | Feuille de match                                    |
| ---------------- | --- | ------------------------------------------- | --- | --------------------------------------------------- |
|                  | J. Evrard (N. Arrossamena, R. Valchar) — 10 min 17 s - N. Arrossamena (R. Valchar) — 23 min 30 s - N. Arrossamena (R. Valchar, M. Tekel) — 24 min 46 s - R. Valchar (M. Pérez) — 32 min D. Despotovic (C. Circelli) — 47 min 39 s - | 1-0 1-1 1-2 2-2 2-3 3-3 3-4 3-5 4-5 5-5 5-6 | - 21 min 14 s — S. Delemps (M. Šivic, P. Lessard) 22 min 19 s — T. Lafrance - 24 min 14 s — Y. Treille (M. Le Blond, C. Tartari) - 29 min 33 s — F. Petit (M. Sivic, P. Lessard) 29 min 57 s — J. Perret - 64 min 2 s — M. Sivic (T. Lafrance, P. Lessard) | Arbitrage : J. Bergamelli B. Scolari et F. Peurière |
| T. Boron         | Gardiens | S. Raibon                                   | | Arbitrage : J. Bergamelli B. Scolari et F. Peurière |
| 8 min            | Pénalités | 10 min                                      | | Arbitrage : J. Bergamelli B. Scolari et F. Peurière |
|                  | |                                             | | Arbitrage : J. Bergamelli B. Scolari et F. Peurière |

| 24 septembre 2013 | Briançon | 6-3 (1-0, 3-2, 2-1) | Gap | Patinoire René-Froger 1 003 spectateurs |

| Feuille de match | Feuille de match | Feuille de match                    | Feuille de match | Feuille de match                    |
| ---------------- | --- | ----------------------------------- | --- | ----------------------------------- |
|                  | Rohat (Di Dio Balsamo, Frecon) — 14 min 44 s Jestin (Devin) — 28 min 27 s Raux (Jestin, Devin) — 34 min 41 s Golicic (Kearney, Bisaillon) — 35 min 52 s Kearney (Labrecque, Bisaillon) — 45 min 17 s () Labrecque — 54 min 7 s | 1-0 1-1 1-2 2-2 3-2 4-2 5-2 5-3 6-3 | Valchar (Moore, Arrossamena) — 20 min 46 s Virpio (Hirvonen, Arrossamena) — 27 min 29 s Valchar (Arrossamena, Tekel) — 50 min 51 s | Arbitrage : Bergamelli Popa Scolari |
| Ronan Quemener   | Gardiens | Lucas Savoye                        | | Arbitrage : Bergamelli Popa Scolari |
| 6 min            | Pénalités | 12 min                              | | Arbitrage : Bergamelli Popa Scolari |
|                  | |                                     | | Arbitrage : Bergamelli Popa Scolari |

| 24 septembre 2013 | Grenoble | 10-2 | Villard-de-Lans | Patinoire Pôle Sud |

| 1 octobre 2013 | Villard-de-Lans | 5-4 | Grenoble | Patinoire André Ravix |

| 1 octobre 2013 | Gap | 1-5 (1-0, 0-1, 0-4) | Briançon | Alp’Arena 1 842 spectateurs |

| Feuille de match | Feuille de match                          | Feuille de match        | Feuille de match | Feuille de match                  |
| ---------------- | ----------------------------------------- | ----------------------- | --- | --------------------------------- |
|                  | Pérez (Valchar, Arrossamena) — 15 min 9 s | 1-0 1-1 1-2 1-3 1-4 1-5 | Labrecque (Golicic) — 37 min 33 s (SN) Bernier (Kearney, Labrecque) — 43 min 36 s Labrecque (Bernier) — 48 min 10 s Raux (Devin, Bisaillon) — 57 min 45 s (SN + CV) Labrecque (Chakiachvili) — 59 min 1 s | Arbitrage : Gielly Barcelo Barbez |
| Lucas Savoye     | Gardiens                                  | Ronan Quemener          | | Arbitrage : Gielly Barcelo Barbez |
| 24 min           | Pénalités                                 | 10 min                  | | Arbitrage : Gielly Barcelo Barbez |
|                  |                                           |                         | | Arbitrage : Gielly Barcelo Barbez |

| 8 octobre 2013 | Grenoble | 8-1 (4-0, 2-1, 2-0) | Briançon | Patinoire Pôle Sud 3 200 spectateurs |

| Feuille de match | Feuille de match | Feuille de match                    | Feuille de match                            | Feuille de match                   |
| ---------------- | ---------------- | ----------------------------------- | ------------------------------------------- | ---------------------------------- |
|                  |                  | 1-0 2-0 3-0 4-0 5-0 6-0 6-1 7-1 8-1 | Frecon (Bisaillon, Cerkovnik) — 39 min 20 s | Arbitrage : Bergamelli Margry Popa |
| Antoine Bonvalot | Gardiens         | Aurélien Bertrand                   |                                             | Arbitrage : Bergamelli Margry Popa |
| 24 min           | Pénalités        | 26 min                              |                                             | Arbitrage : Bergamelli Margry Popa |
|                  |                  |                                     |                                             | Arbitrage : Bergamelli Margry Popa |

| 8 octobre 2013 | Gap | 5-3 | Villard-de-Lans | Alp’Arena |

| 15 octobre 2013 | Briançon | 3-7 (1-1, 0-2, 2-4) | Grenoble | Patinoire René-Froger 1 024 spectateurs |

| Feuille de match  | Feuille de match | Feuille de match                        | Feuille de match | Feuille de match                   |
| ----------------- | --- | --------------------------------------- | ---------------- | ---------------------------------- |
|                   | Bisaillon (Kearney) — 10 min 1 s Kearney (Bernier, Crowley) — 40 min 34 s Bisaillon (Kearney, Bernier) — 51 min 51 s (SN) | 0-1 1-1 1-2 1-3 2-3 2-4 2-5 3-5 3-6 3-7 |                  | Arbitrage : Colléoni Gielly Barbez |
| Aurélien Bertrand | Gardiens | Sébastien Raibon                        |                  | Arbitrage : Colléoni Gielly Barbez |
| 30 min            | Pénalités | 12 min                                  |                  | Arbitrage : Colléoni Gielly Barbez |
|                   | |                                         |                  | Arbitrage : Colléoni Gielly Barbez |

| 15 octobre 2013 | Villard-de-Lans | 3-5 | Gap | Patinoire André Ravix |

### Groupe D
| Clt   | Équipe                                | PJ | V | VP | D | DP | BP | BC | Pts |
| ----- | ------------------------------------- | -- | - | -- | - | -- | -- | -- | --- |
| +001, | Ducs de Dijon                         | 6  | 3 | 2  | 1 | 0  | 32 | 22 | 10  |
| +002, | Chamois de Chamonix                   | 6  | 2 | 1  | 1 | 2  | 36 | 24 | 8   |
| +003, | Pingouins de Morzine-Avoriaz-Les Gets | 6  | 3 | 1  | 2 | 0  | 20 | 21 | 8   |
| +004, | Équipe de France U20                  | 6  | 0 | 0  | 4 | 2  | 18 | 39 | 2   |

| 26 août 2013 | France U20 | 3-13 (1-4, 1-4, 1-5) | Chamonix | Patinoire Richard Bozon 337 spectateurs |

| Feuille de match                                  | Feuille de match                                                                                               | Feuille de match                                                     | Feuille de match | Feuille de match                                  |
| ------------------------------------------------- | --- | -------------------------------------------------------------------- | --- | ------------------------------------------------- |
|                                                   | - R. Carpentier (F. Metais) — 16 min 55 s - F. Douay (K. Bozon) — 31 min 57 s - Y. Saint-André — 55 min 57 s - | 0-1 0-2 0-3 0-4 1-4 1-5 1-6 1-7 2-7 2-8 2-9 2-10 2-11 3-11 3-12 3-13 | 7 min 44 s — K. Gadoury (A. Audibert) 12 min 36 s — J. Ares (L. Gras) 13 min 40 s — B. Rubin (K. Gadoury, K. Hardy) 16 min 37 s — K. Gadoury (J. Tremblay, B. Patry) - 26 min 4 s — J. Ares (IN) 29 min 25 s — A. Audibert (C. Masson, P. Biscard) 30 min 45 s — J. Tremblay (K. Gadoury) - 38 min 26 s — A. Hascoët (K. Hardy, L. Gras) (SN) 47 min 42 s — J. Tremblay (B. Rubin, K. Gadoury) 49 min 57 s — J. Tremblay (K. Gadoury, B. Rubin) 53 min 26 s — K. Gadoury (B. Rubin, J. Tremblay) - 57 min 22 s — J. Ares (K. Hardy) 59 min 19 s — B. Patry (C. Masson) (DSN) | Arbitrage : J. Bergamelli G. Margry et G. Pointel |
| J. Darier (30 min 45 s) A. Bonvalot (29 min 15 s) | Gardiens | V. Goy                                                               | | Arbitrage : J. Bergamelli G. Margry et G. Pointel |
| 8 min                                             | Pénalités | 14 min                                                               | | Arbitrage : J. Bergamelli G. Margry et G. Pointel |
|                                                   | |                                                                      | | Arbitrage : J. Bergamelli G. Margry et G. Pointel |

| 27 août 2013 | Chamonix | 4-3 (TB) (2-1, 1-0, 0-2, 0-0, 1-0) | France U20 | Patinoire Richard Bozon 260 spectateurs |

| Feuille de match | Feuille de match | Feuille de match            | Feuille de match | Feuille de match                               |
| ---------------- | --- | --------------------------- | --- | ---------------------------------------------- |
|                  | B. Rubin (J. Tremblay, K. Gadoury) — 1 min 4 s K. Gadoury (J. Tremblay, B. Patry) (SN) — 4 min 18 s - B. Rubin (J. Tremblay, K. Gadoury) — 22 min 3 s - V. Kara — 70 min | 1-0 2-0 2-1 3-1 3-2 3-3 4-3 | - 6 min 1 s — R. Carpentier (F. Kazarine, Y. Saint-André) (SN) - 46 min 12 s — F. Bourgeois (F. Kazarine, Y. Saint-André) (DSN) 55 min 59 s — Y. Saint-André (F. Metais, F. Bourgeois) (SN) - | Arbitrage : D. Drif D. Courgeon et F. Peuriere |
| V. Goy           | Gardiens | A. Bonvalot                 | | Arbitrage : D. Drif D. Courgeon et F. Peuriere |
| 16 min           | Pénalités | 26 min                      | | Arbitrage : D. Drif D. Courgeon et F. Peuriere |
|                  | |                             | | Arbitrage : D. Drif D. Courgeon et F. Peuriere |

| 29 août 2013 | France U20 | 2-8 (1-4, 0-2, 1-2) | Dijon | Patinoire Trimolet 350 spectateurs |

| Feuille de match | Feuille de match                                                                                       | Feuille de match                        | Feuille de match | Feuille de match |
| ---------------- | --- | --------------------------------------- | --- | ---------------- |
|                  | - J. Perret (F. Douay, K. Bozon) — 17 min 6 s - F. Kazarine (F. Metais, R. Carpentier) — 48 min 20 s - | 0-1 0-2 0-3 1-3 1-4 1-5 1-6 1-7 2-7 2-8 | 22 s — D. Ahsberg (J. Andersson) 5 min 8 s — S. Gauthier (M. Eriksson, M. Korenko) 6 min 35 s — S. Dugas (T. Roussel) - 18 min 9 s — S. Gauthier 24 min 37 s — M. Robichaud (M. Eriksson, S. Dugas) 28 min 4 s — J. Andersson (S. Gauthier, D. Ahsberg) (SN) 40 min 50 s — N. Ritz (E. Boudreau, D. Ahsberg) (SN) - 55 min 33 s — E. Boudreau (N. Ritz, D. Ahsberg) (SN) |                  |
| J. Darier        | Gardiens                                                                                               | H. Buysse                               | |                  |
| 74 min           | Pénalités                                                                                              | 16 min                                  | |                  |
|                  | |                                         | |                  |

| 30 août 2013 | Dijon | 7-5 (1-1, 3-2, 3-2) | France U20 | Patinoire Trimolet 220 spectateurs |

| Feuille de match | Feuille de match | Feuille de match                                | Feuille de match | Feuille de match                               |
| ---------------- | --- | ----------------------------------------------- | --- | ---------------------------------------------- |
|                  | M. Eriksson (S. Gauthier) — 4 min 39 s - P. Valier (A. Kevorkian) — 23 min 22 s - N. Ritz (J. Andersson, D. Ahsberg) — 30 min 32 s S. Dugas (E. Boudreau, A. Mulle) — 37 min 22 s - J. Andersson (D. Ahsberg, S. Gauthier) (DSN) — 43 min 22 s N. Ritz (S. Gauthier) (SN) — 48 min 20 s - M. Eriksson (S. Gauthier) — 54 min 49 s - | 1-0 1-1 2-1 2-2 3-2 4-2 4-3 5-3 6-3 6-4 7-4 7-5 | - 13 min 16 s — Y. Saint-André (N. Leclerc, R. Chapuis) - 29 min 15 s — R. Carpentier - 38 min 24 s — J. Perret (K. Bozon, R. Carpentier) - 49 min 38 s — J. Perret (C. Di Dio Balsamo, P. Crinon) (SN) - 59 min 44 s — R. Carpentier | Arbitrage : D. Bliek A. Boniface et T. Caillot |
| H. Buysse        | Gardiens | A. Bonvalot                                     | | Arbitrage : D. Bliek A. Boniface et T. Caillot |
| 16 min           | Pénalités | 10 min                                          | | Arbitrage : D. Bliek A. Boniface et T. Caillot |
|                  | |                                                 | | Arbitrage : D. Bliek A. Boniface et T. Caillot |

| 10 septembre 2013 | Chamonix | 6-2 (2-1, 1-0, 3-1) | Morzine/Avoriaz/Les Gets | Patinoire Richard Bozon 142 spectateurs |

| Feuille de match | Feuille de match | Feuille de match                | Feuille de match                                                                                   | Feuille de match                                    |
| ---------------- | --- | ------------------------------- | -------------------------------------------------------------------------------------------------- | --------------------------------------------------- |
|                  | K. Gadoury (B. Rubin, B. Patry) — 1 min 32 s - J. Tremblay (R. Silvennoinen, K. Gadoury) — 7 min 6 s J. Tremblay (B. Rubin, B. Patry) — 37 min 40 s J. Tremblay (B. Patry, D. Torfou) — 46 min 59 s - J. Tremblay (B. Rubin, K. Gadoury) — 59 min 4 s A. Audibert (V. Kara, C. Masson) — 59 min 12 s | 1-0 1-1 2-1 3-1 4-1 4-2 5-2 6-2 | - 3 min 49 s — C. Papa (J. Besson, S. Barbero) - 48 min 21 s — T. Eischen (M. Brodin, L. Gaydon) - | Arbitrage : J. Bergamelli F. Peurière et B. Scolari |
| C. Fouquerel     | Gardiens | A. Hare                         | | Arbitrage : J. Bergamelli F. Peurière et B. Scolari |
| 2 min            | Pénalités | 10 min                          | | Arbitrage : J. Bergamelli F. Peurière et B. Scolari |
|                  | |                                 | | Arbitrage : J. Bergamelli F. Peurière et B. Scolari |

| 17 septembre 2013 | Morzine/Avoriaz/Les Gets | 1-3 (1-0, 0-2, 0-1) | Dijon | Škoda Arena 136 spectateurs |

| Feuille de match | Feuille de match                           | Feuille de match | Feuille de match                                                                                               | Feuille de match                               |
| ---------------- | ------------------------------------------ | ---------------- | --- | ---------------------------------------------- |
|                  | B. Goz (C. Hudson, C. Papa) — 2 min 45 s - | 1-0 1-1 1-2 1-3  | - 20 min 39 s — D. Ahsberg (J. Andersson, N. Ritz) 28 min 8 s — N. Ritz (D. Ahsberg) 50 min 46 s — M. Eriksson | Arbitrage : B. Colleoni G. Gielly et M. Barbez |
| A. Hare          | Gardiens                                   | H. Buysse        | | Arbitrage : B. Colleoni G. Gielly et M. Barbez |
| 8 min            | Pénalités                                  | 6 min            | | Arbitrage : B. Colleoni G. Gielly et M. Barbez |
|                  |                                            |                  | | Arbitrage : B. Colleoni G. Gielly et M. Barbez |

| 24 septembre 2013 | Dijon | 3-5 | Morzine/Avoriaz/Les Gets | Patinoire Trimolet |

| 1 octobre 2013 | Chamonix | 3-4 | Dijon | Patinoire Richard Bozon |

| 1 octobre 2013 | France U20 | 3-4 | Morzine/Avoriaz/Les Gets | Škoda Arena |

| 2 octobre 2013 | Morzine/Avoriaz/Les Gets | 3-2 | France U20 | Škoda Arena |

| 8 octobre 2013 | Dijon | 7-6 | Chamonix | Patinoire Trimolet |

| 15 octobre 2013 | Morzine/Avoriaz/Les Gets | 5-4 | Chamonix | Škoda Arena |

## Séries éliminatoires
Le premier nombre représente le score cumulé sur l'ensemble des deux rencontres. Entre parenthèses, les scores des matchs aller puis retour sont mentionnés.
|  | Quarts de finale                   | Quarts de finale                   | Quarts de finale                | Quarts de finale                |                          |                          | Demi-finales              | Demi-finales              | Demi-finales              | Demi-finales              |  |  | Finale                                   | Finale                                   | Finale                                   | Finale                                   |
|  |                                    |                                    |                                 |                                 |                          |                          |                           |                           |                           |                           |  |  |                                          |                                          |                                          |                                          |
|  | 27 octobre et 13 novembre          | 27 octobre et 13 novembre          | 27 octobre et 13 novembre       | 27 octobre et 13 novembre       |                          |                          | 26 novembre et 3 décembre | 26 novembre et 3 décembre | 26 novembre et 3 décembre | 26 novembre et 3 décembre |  |  | 2 janvier, Patinoire de Méribel, Méribel | 2 janvier, Patinoire de Méribel, Méribel | 2 janvier, Patinoire de Méribel, Méribel | 2 janvier, Patinoire de Méribel, Méribel |
|  | 27 octobre et 13 novembre          | 27 octobre et 13 novembre          | 27 octobre et 13 novembre       | 27 octobre et 13 novembre       |                          |                          | 26 novembre et 3 décembre | 26 novembre et 3 décembre | 26 novembre et 3 décembre | 26 novembre et 3 décembre |  |  | 2 janvier, Patinoire de Méribel, Méribel | 2 janvier, Patinoire de Méribel, Méribel | 2 janvier, Patinoire de Méribel, Méribel | 2 janvier, Patinoire de Méribel, Méribel |
|  | (A1) Ducs d'Angers                 | (A1) Ducs d'Angers                 | 10 (5+5)                        | 10 (5+5)                        |                          |                          | 26 novembre et 3 décembre | 26 novembre et 3 décembre | 26 novembre et 3 décembre | 26 novembre et 3 décembre |  |  | 2 janvier, Patinoire de Méribel, Méribel | 2 janvier, Patinoire de Méribel, Méribel | 2 janvier, Patinoire de Méribel, Méribel | 2 janvier, Patinoire de Méribel, Méribel |
|  | (A1) Ducs d'Angers                 | (A1) Ducs d'Angers                 | 10 (5+5)                        | 10 (5+5)                        |                          |                          | 26 novembre et 3 décembre | 26 novembre et 3 décembre | 26 novembre et 3 décembre | 26 novembre et 3 décembre |  |  | 2 janvier, Patinoire de Méribel, Méribel | 2 janvier, Patinoire de Méribel, Méribel | 2 janvier, Patinoire de Méribel, Méribel | 2 janvier, Patinoire de Méribel, Méribel |
|  | (B2) Étoile Noire de Strasbourg    | (B2) Étoile Noire de Strasbourg    | 7 (3+4)                         | 7 (3+4)                         |                          |                          | 26 novembre et 3 décembre | 26 novembre et 3 décembre | 26 novembre et 3 décembre | 26 novembre et 3 décembre |  |  | 2 janvier, Patinoire de Méribel, Méribel | 2 janvier, Patinoire de Méribel, Méribel | 2 janvier, Patinoire de Méribel, Méribel | 2 janvier, Patinoire de Méribel, Méribel |
|  | (B2) Étoile Noire de Strasbourg    | (B2) Étoile Noire de Strasbourg    | 7 (3+4)                         | 7 (3+4)                         | (A1) Ducs d'Angers       | (A1) Ducs d'Angers       | 5 (4+1)                   | 5 (4+1)                   |                           |                           |  |  | 2 janvier, Patinoire de Méribel, Méribel | 2 janvier, Patinoire de Méribel, Méribel | 2 janvier, Patinoire de Méribel, Méribel | 2 janvier, Patinoire de Méribel, Méribel |
|  | 29 octobre et 13 novembre          |                                    |                                 |                                 | (A1) Ducs d'Angers       | (A1) Ducs d'Angers       | 5 (4+1)                   | 5 (4+1)                   |                           |                           |  |  | 2 janvier, Patinoire de Méribel, Méribel | 2 janvier, Patinoire de Méribel, Méribel | 2 janvier, Patinoire de Méribel, Méribel | 2 janvier, Patinoire de Méribel, Méribel |
|  |                                    |                                    | (D2) Chamois de Chamonix        | (D2) Chamois de Chamonix        | 6 (3+3)                  | 6 (3+3)                  |                           |                           |                           |                           |  |  | 2 janvier, Patinoire de Méribel, Méribel | 2 janvier, Patinoire de Méribel, Méribel | 2 janvier, Patinoire de Méribel, Méribel | 2 janvier, Patinoire de Méribel, Méribel |
|  | (C1) Brûleurs de Loups de Grenoble | (C1) Brûleurs de Loups de Grenoble | (D2) Chamois de Chamonix        | (D2) Chamois de Chamonix        | 6 (3+3)                  | 6 (3+3)                  | 8 (3+5)                   | 8 (3+5)                   |                           |                           |  |  | 2 janvier, Patinoire de Méribel, Méribel | 2 janvier, Patinoire de Méribel, Méribel | 2 janvier, Patinoire de Méribel, Méribel | 2 janvier, Patinoire de Méribel, Méribel |
|  | (C1) Brûleurs de Loups de Grenoble | (C1) Brûleurs de Loups de Grenoble | 26 novembre et 3 décembre       |                                 |                          |                          | 8 (3+5)                   | 8 (3+5)                   |                           |                           |  |  | 2 janvier, Patinoire de Méribel, Méribel | 2 janvier, Patinoire de Méribel, Méribel | 2 janvier, Patinoire de Méribel, Méribel | 2 janvier, Patinoire de Méribel, Méribel |
|  | (D2) Chamois de Chamonix           | (D2) Chamois de Chamonix           | 9 (3+6)                         | 9 (3+6)                         |                          |                          |                           |                           |                           |                           |  |  | 2 janvier, Patinoire de Méribel, Méribel | 2 janvier, Patinoire de Méribel, Méribel | 2 janvier, Patinoire de Méribel, Méribel | 2 janvier, Patinoire de Méribel, Méribel |
|  | (D2) Chamois de Chamonix           | (D2) Chamois de Chamonix           | 9 (3+6)                         | 9 (3+6)                         | (D2) Chamois de Chamonix | (D2) Chamois de Chamonix | 4                         | 4                         |                           |                           |  |  |                                          |                                          |                                          |                                          |
|  | 29 octobre et 13 novembre          |                                    |                                 |                                 | (D2) Chamois de Chamonix | (D2) Chamois de Chamonix | 4                         | 4                         |                           |                           |  |  |                                          |                                          |                                          |                                          |
|  |                                    |                                    | (A2) Dragons de Rouen           | (A2) Dragons de Rouen           | 6                        | 6                        |                           |                           |                           |                           |  |  |                                          |                                          |                                          |                                          |
|  | (B1) Dauphins d'Épinal             | (B1) Dauphins d'Épinal             | (A2) Dragons de Rouen           | (A2) Dragons de Rouen           | 6                        | 6                        | 5 (4+1)                   | 5 (4+1)                   |                           |                           |  |  |                                          |                                          |                                          |                                          |
|  | (B1) Dauphins d'Épinal             | (B1) Dauphins d'Épinal             |                                 |                                 |                          |                          |                           |                           |                           |                           |  |  |                                          |                                          |                                          |                                          |
|  | (A2) Dragons de Rouen              | (A2) Dragons de Rouen              | 7 (5+2)                         | 7 (5+2)                         |                          |                          |                           |                           |                           |                           |  |  |                                          |                                          |                                          |                                          |
|  | (A2) Dragons de Rouen              | (A2) Dragons de Rouen              | 7 (5+2)                         | 7 (5+2)                         | (A2) Dragons de Rouen    | (A2) Dragons de Rouen    | 7 (2+5)                   | 7 (2+5)                   |                           |                           |  |  |                                          |                                          |                                          |                                          |
|  | 29 octobre et 13 novembre          |                                    |                                 |                                 | (A2) Dragons de Rouen    | (A2) Dragons de Rouen    | 7 (2+5)                   | 7 (2+5)                   |                           |                           |  |  |                                          |                                          |                                          |                                          |
|  |                                    |                                    | (C2) Diables Rouges de Briançon | (C2) Diables Rouges de Briançon | 4 (2+2)                  | 4 (2+2)                  |                           |                           |                           |                           |  |  |                                          |                                          |                                          |                                          |
|  | (D1) Ducs de Dijon                 | (D1) Ducs de Dijon                 | (C2) Diables Rouges de Briançon | (C2) Diables Rouges de Briançon | 4 (2+2)                  | 4 (2+2)                  | 3 (3+0)                   | 3 (3+0)                   |                           |                           |  |  |                                          |                                          |                                          |                                          |
|  | (D1) Ducs de Dijon                 | (D1) Ducs de Dijon                 |                                 |                                 |                          |                          |                           | 3 (3+0)                   |                           |                           |  |  |                                          |                                          |                                          |                                          |
|  | (C2) Diables Rouges de Briançon    | (C2) Diables Rouges de Briançon    | 8 (4+4)                         | 8 (4+4)                         |                          |                          |                           |                           |                           |                           |  |  |                                          |                                          |                                          |                                          |
|  | (C2) Diables Rouges de Briançon    | (C2) Diables Rouges de Briançon    | 8 (4+4)                         | 8 (4+4)                         |                          |                          |                           |                           |                           |                           |  |  |                                          |                                          |                                          |                                          |
|  |                                    |                                    |                                 |                                 |                          |                          |                           |                           |                           |                           |  |  |                                          |                                          |                                          |                                          |

### Quarts de finale
| 27 octobre 2013 | Strasbourg | 3-5 (1-1, 0-1, 2-3) | Angers | Patinoire Iceberg 1 215 spectateurs |

| Feuille de match | Feuille de match | Feuille de match                | Feuille de match | Feuille de match                               |
| ---------------- | --- | ------------------------------- | --- | ---------------------------------------------- |
|                  | É. Dufournet (J. Pardavý, M. Česnek) — 19 min 22 s (SN) M. Lyall (J. Pardavý, M. Česnek) — 42 min 50 s V. Michel (C. Carlson, É. Marcos) — 54 min 5 s | 0-1 1-1 1-2 2-2 2-3 2-4 2-5 3-5 | J. Bellemare (M. Busto, C. Campbell) — 16 min 39 s (SN) G. Lévèque (É. Fortier, T. Crowder) — 25 min 34 s C. Campbell (J. Bellemare, F. Börjesson) — 44 min 45 s (SN) J. Bellemare (C. Campbell, R. Gaborit) — 46 min 27 s T. Crowder — 48 min 2 s | Arbitrage : J. Rauline Y. Furet et S. Geoffroy |
| Gilles Beck      | Gardiens | Florian Hardy                   | | Arbitrage : J. Rauline Y. Furet et S. Geoffroy |
| 28 min           | Pénalités | 14 min                          | | Arbitrage : J. Rauline Y. Furet et S. Geoffroy |
|                  | |                                 | | Arbitrage : J. Rauline Y. Furet et S. Geoffroy |

| 29 octobre 2013 | Chamonix | 3-3 (1-1, 0-2, 2-0) | Grenoble | Richard Bozon 822 spectateurs |

| Feuille de match  | Feuille de match | Feuille de match        | Feuille de match                                                                                               | Feuille de match                               |
| ----------------- | --- | ----------------------- | --- | ---------------------------------------------- |
|                   | K. Hardy (K. Gadoury) — 3 min 55 s K. Gadoury (M. Terrier, A. Hascoët) — 42 min 52 s M. Terrier (R. Silvennoinen) — 56 min 46 s | 1-0 1-1 1-2 1-3 2-3 3-3 | Y. Treille (B. Amar) — 14 min 37 s M. Le Blond (M. Šivic) — 21 min 48 s M. Šivic (L. Tardif Jr.) — 21 min 48 s | Arbitrage : S. Fabre G. Florentin et M. Barbez |
| Clément Fouquerel | Gardiens | Sébastien Raibon        | | Arbitrage : S. Fabre G. Florentin et M. Barbez |
| 16 min            | Pénalités | 39 min                  | | Arbitrage : S. Fabre G. Florentin et M. Barbez |
|                   | |                         | | Arbitrage : S. Fabre G. Florentin et M. Barbez |

| Feuille de match | Feuille de match | Feuille de match                    | Feuille de match | Feuille de match                             |
| ---------------- | --- | ----------------------------------- | --- | -------------------------------------------- |
|                  | Y. Riendeau (J. Vas, A. Rech) — 6 min 18 s J. Vas (L. Lahesalu, A. Rech) — 15 min L. Lajesalu (F-P. Guénette, Y. Riendeau) — 16 min 31 s (SN) Y. Riendeau (M-A. Thinel, F-P. Guénette) — 17 min 47 s (SN) R. Gutierrez — 49 min 43 s | 0-1 0-2 1-2 2-2 3-2 4-2 4-3 5-3 5-4 | G. Susanj (M. Petrák, J. Plch) — 1 min 33 s S. Cacciotti (D. Perna, M. Ouimet) — 5 min 12 s M. Ouimet (J. Plch, M. Petrák) — 28 min 21 s - J. Plch (B. Breault) — 57 min 42 s | Arbitrage : D. Bliek P. Dehaen et T. Caillot |
| Fabrice Lhenry   | Gardiens | Andrej Hočevar                      | | Arbitrage : D. Bliek P. Dehaen et T. Caillot |
| 18 min           | Pénalités | 45 min                              | | Arbitrage : D. Bliek P. Dehaen et T. Caillot |
|                  | |                                     | | Arbitrage : D. Bliek P. Dehaen et T. Caillot |

| 29 octobre 2013 | Briançon | 4-3 (1-1, 1-2, 2-0) | Dijon | Patinoire René-Froger 1 293 spectateurs |

| Feuille de match | Feuille de match | Feuille de match            | Feuille de match | Feuille de match                                   |
| ---------------- | --- | --------------------------- | --- | -------------------------------------------------- |
|                  | D. Kearney (M-A. Bernier, S. Bisaillon) — 13 min 20 s D. Raux (M-A. Bernier, S. Bisaillon) — 39 min 15 s (SN) D. Keaney (S. Bisaillon, D. Labrecque) — 45 min (SN) D. Labrecque (M-A. Bernier) — 46 min 48 s (SN) | 0-1 1-1 1-2 1-3 2-3 3-3 4-3 | A. Mulle (M. Eriksson, S. Gauthier) — 10 min 21 s J. Andersson (D. Ahsberg, E. Boudreau) — 24 min 41 s D. Ahsberg (N. Ritz, A. Kevorkian) — 29 min 6 s | Arbitrage : J. Bergamelli G. Margry et F. Peurière |
| Ronan Quemener   | Gardiens | Henri-Corentin Buysse       | | Arbitrage : J. Bergamelli G. Margry et F. Peurière |
| 18 min           | Pénalités | 32 min                      | | Arbitrage : J. Bergamelli G. Margry et F. Peurière |
|                  | |                             | | Arbitrage : J. Bergamelli G. Margry et F. Peurière |

| 13 novembre 2013 | Dijon | 0-4 (0-1, 0-1, 0-2) | Briançon | 714 spectateurs |

| Feuille de match      | Feuille de match | Feuille de match | Feuille de match | Feuille de match                             |
| --------------------- | ---------------- | ---------------- | --- | -------------------------------------------- |
|                       |                  | 0-1 0-2 0-3 0-4  | Rohat (Chakiachvili, Devin) — 4 min 10 s Devin (Rohat, Szélig) — 30 min 28 s Labrecque (Bernier, Bisaillon) — 43 min 2 s (SN) Kearney (Bernier) — 47 min | Arbitrage : A. Hauchart Y. Furet S. Geoffroy |
| Henri-Corentin Buysse | Gardiens         | Ronan Quemener   | | Arbitrage : A. Hauchart Y. Furet S. Geoffroy |
| 10 min                | Pénalités        | 20 min           | | Arbitrage : A. Hauchart Y. Furet S. Geoffroy |
|                       |                  |                  | | Arbitrage : A. Hauchart Y. Furet S. Geoffroy |

| 13 novembre 2013 | Grenoble | 5-6 (1-2, 4-3, 0-1) | Chamonix | 2 500 spectateurs |

| Feuille de match | Feuille de match | Feuille de match | Feuille de match | Feuille de match                             |
| ---------------- | ---------------- | ---------------- | ---------------- | -------------------------------------------- |
|                  |                  |                  |                  | Arbitrage : B. Colleoni G. Gielly et A. Popa |
|                  |                  |                  |                  |                                              |
| 14 min           | Pénalités        | 10 min           |                  |                                              |
|                  |                  |                  |                  |                                              |

| 13 novembre 2013 | Épinal | 1-2 (0-0, 1-2, 0-0) | Rouen |  |

| Feuille de match | Feuille de match | Feuille de match | Feuille de match | Feuille de match                                     |
| ---------------- | ---------------- | ---------------- | ---------------- | ---------------------------------------------------- |
|                  |                  |                  |                  | Arbitrage : A. Bourreau A-S. Boniface et D. Courgeon |
|                  |                  |                  |                  |                                                      |
| 8 min            | Pénalités        | 10 min           |                  |                                                      |
|                  |                  |                  |                  |                                                      |

| 13 novembre 2013 | Angers | 5-4 (2-2, 1-1, 2-1) | Strasbourg |  |

| Feuille de match | Feuille de match | Feuille de match | Feuille de match | Feuille de match                            |
| ---------------- | ---------------- | ---------------- | ---------------- | ------------------------------------------- |
|                  |                  |                  |                  | Arbitrage : L. Garbay M. Loos et T. Caillot |
|                  |                  |                  |                  |                                             |
| 30 min           | Pénalités        | 30 min           |                  |                                             |
|                  |                  |                  |                  |                                             |

### Demi-finales
| 26 novembre 201320:30 | Briançon | 2-2 (1-0, 1-2, 0-0) | Rouen | Patinoire René-Froger 1 328 spectateurs |

| Feuille de match | Feuille de match                                                                              | Feuille de match | Feuille de match                                                                                  | Feuille de match                   |
| ---------------- | --------------------------------------------------------------------------------------------- | ---------------- | ------------------------------------------------------------------------------------------------- | ---------------------------------- |
|                  | D. Kearney (Goličič, D. Labrecque) — 8 min 16 s J. Jensen (J. Ankerst, D. Raux) — 20 min 48 s | 1-0 2-0 2-1 2-2  | F.P. Guénette (Y. Riendeau, L. Lampérier) — 29 min 10 s M-A. Thinel (L. Guillemain) — 38 min 39 s | Arbitrage : Bergamelli Margry Popa |
| Ronan Quemener   | Gardiens                                                                                      | Fabrice Lhenry   |                                                                                                   | Arbitrage : Bergamelli Margry Popa |
| 10 min           | Pénalités                                                                                     | 26 min           |                                                                                                   | Arbitrage : Bergamelli Margry Popa |
|                  |                                                                                               |                  |                                                                                                   | Arbitrage : Bergamelli Margry Popa |

| 26 novembre 2013 | Chamonix | 3-4 (0-0, 1-1, 2-3) | Angers | Patinoire Richard Bozon 492 spectateurs |

| Feuille de match | Feuille de match | Feuille de match | Feuille de match | Feuille de match                   |
| ---------------- | ---------------- | ---------------- | ---------------- | ---------------------------------- |
|                  |                  |                  |                  | Arbitrage : Bliek M. Barbez Gielly |
|                  |                  |                  |                  |                                    |
| 8 min            | Pénalités        | 10 min           |                  |                                    |
|                  |                  |                  |                  |                                    |

| 3 décembre 2013 | Rouen | 5-2 (1-0, 2-1, 2-1) | Briançon | Île Lacroix 2 315 spectateurs |

| Feuille de match | Feuille de match | Feuille de match            | Feuille de match                                                      | Feuille de match                            |
| ---------------- | --- | --------------------------- | --------------------------------------------------------------------- | ------------------------------------------- |
|                  | Lahesalu (Štefanka) — 1 min 53 s (IN) Riendeau (Rech) — 21 min 48 s Desrosiers — 27 min 45 s (IN) Thinel (Guénette) — 49 min 29 s Guttierez (Rech) — 59 min 5 s (CV) | 1-0 2-0 3-0 3-1 3-2 4-2 5-2 | Jensen (Raux) — 32 min 23 s (SN) Rohat (Trabichet) — 43 min 57 s (IN) | Arbitrage : M. Barbez P. Dehaen D. Courgeon |
| Gabriel Girard   | Gardiens | Ronan Quemener              |                                                                       | Arbitrage : M. Barbez P. Dehaen D. Courgeon |
| 47 min           | Pénalités | 39 min                      |                                                                       | Arbitrage : M. Barbez P. Dehaen D. Courgeon |
|                  | |                             |                                                                       | Arbitrage : M. Barbez P. Dehaen D. Courgeon |

| 3 décembre 2013 | Angers | 1-3 (1-1, 0-1, 0-1) | Chamonix |  |

### Finale
| 2 janvier 2014 | Chamonix | 4-6 (1-1, 3-1, 0-4) | Rouen | Patinoire de Méribel 2 500 spectateurs |

| Feuille de match | Feuille de match | Feuille de match                        | Feuille de match | Feuille de match                                                                |
| ---------------- | --- | --------------------------------------- | --- | ------------------------------------------------------------------------------- |
|                  | L. Gras (K. Hardy, C. Masson) — 6 min 24 s (SN) - A. Hascoët (B. Patry) — 30 min 43 s (SN) - M. Terrier (P. Biscard, B. Patry) — 32 min 47 s M. Terrier — 37 min 41 s - | 1-0 1-1 2-1 2-2 3-2 4-2 4-3 4-4 4-5 4-6 | - J. Desrosiers — 19 min 48 s - A. Rech (M. Gureň) — 30 min 59 s - A. Rech — 45 min 28 s (TP) F.-P. Guénette (Y. Riendeau, M.-A. Thinel) — 53 min (SN) J. Vas (J. Desrosiers) — 53 min 23 s M.-A. Thinel — 59 min 48 s (CV) | Arbitrage : Nicolas Barbez et Jérémy Rauline Thomas Caillot et Charlotte Girard |
| C. Fouquerel     | Gardiens | G. Girard, F. Lhenry                    | | Arbitrage : Nicolas Barbez et Jérémy Rauline Thomas Caillot et Charlotte Girard |
| 8 min            | Pénalités | 18 min                                  | | Arbitrage : Nicolas Barbez et Jérémy Rauline Thomas Caillot et Charlotte Girard |
| 35               | Tirs | 37                                      | | Arbitrage : Nicolas Barbez et Jérémy Rauline Thomas Caillot et Charlotte Girard |